# Vlade Divac
Vlade Divac (cyrilicí Владе Дивац, * 3. února 1968 Prijepolje) je bývalý srbský basketbalista hrající na postu pivota. Je vysoký 216 cm.

## Klubová kariéra
Začínal v klubu Sloga Kraljevo, v roce 1986 přestoupil do bělehradského KK Partizan, s nímž se stal v roce 1987 mistrem Jugoslávie a v roce 1989 vyhrál Koračův pohár. V roce 1989 získal titul Mr. Europa. Téhož roku odešel do zámoří, kde hrál za Los Angeles Lakers, Charlotte Hornets a Sacramento Kings. V roce 1990 byl zařazen do výběru nejlepších nováčků National Basketball Association. Během své kariéry v NBA zaznamenal 13 398 bodů. V roce 2001 byl nominován k NBA All-Star Game. Kariéru ukončil v roce 2005. Je jedním ze čtyř Evropanů (dalšími jsou Peja Stojaković, Dražen Petrović a Zydrunas Ilgauskas), jejichž číslo bylo v NBA vyřazeno.

## Reprezentační kariéra
Za jugoslávskou reprezentaci odehrál 145 mezistátních utkání a dosáhl 1 348 bodů. Stal se vítězem mistrovství světa v basketbalu hráčů do 19 let v roce 1987, bronzovým medailistou mistrovství Evropy v basketbalu mužů 1987, byl druhý na Letních olympijských hrách 1988, vyhrál Mistrovství Evropy v basketbalu mužů 1989, mistrovství světa v basketbalu mužů 1990, mistrovství Evropy v basketbalu mužů 1991 a mistrovství Evropy v basketbalu mužů 1995, byl finalistou olympiády 1996 a zvítězil na mistrovství světa v basketbalu mužů 2002.

## Funkcionářská kariéra
V roce 2000 se stal spolumajitelem Partizanu Bělehrad. Byl také skautem v NBA, působil ve vedení Realu Madrid, v letech 2009 až 2017 zastával funkci předsedy Srbského olympijského výboru. Od roku 2015 je generálním manažerem klubu Sacramento Kings. V roce 2010 byl uveden do Síně slávy Mezinárodní basketbalové federace, v roce 2016 převzal Olympijský řád a v roce 2019 byl zařazen do Basketball Hall of Fame. Je jedním ze zakladatelů srbské humanitární organizace Grupa 7. Hrál také sám sebe ve filmu Space Jam.